# László Anthony Gozmány
László Anthony Gozmány, född 9 november 1921 i Budapest, död 15 december 2006, var en ungersk entomolog, författare och översättare som främst studerade fjärilar. Han är även publicerad under namnet Lancelot A. Gozmany. Vid sidan av entomologin har han  översatt verk av bland andra Edgar Wallace. Gozmány är hedersmedlem i Societas Europaea Lepidopterologica (SEL) och Sociedad Hispano-Luso-Americana de Lepidopterología (SHILAP).
Auktorsnamnet Gozmany kan användas för László Anthony Gozmány i samband med ett vetenskapligt namn inom zoologin; se Wikipedia-artiklar som länkar till auktorsnamnet.